# Шевчук, Игорь Михайлович
Игорь Михайлович Шевчук (род. 17 августа 1960, Ленинград) — российский  писатель

 и журналист, поэт, сценарист, разработчик настольных игр, автор текстов песен, либреттист

. Член Союза писателей и  Союза журналистов.

## Биография
Родился 17 августа 1960 года в г. Ленинграде. В 1982 окончил факультет журналистики СПбГУ, кафедра Современной периодической печати. С 1980-х известен как журналист газеты «Ленинские искры», а также как детский поэт — абсурдист. 1987—1999 г.г. — составитель, член редколлегии и постоянный автор детских журналов «Трамвай» (наряду с такими поэтами как Тим Собакин, Андрей Усачёв) «Мурзилка», «Веселые картинки», «Костер», «Кукумбер», «Искорка», «Пионер», «Баламут», «Куча-мала», «Шаровая молния», а также редактор отдела игр и головоломок в «Хрюша и компания».
Один из авторов проекта «Смешарики», автор названия. Позже написал сценарий к серии «Водные процедуры». Также является сценаристом мультсериала «Фиксики».
Сотрудничал с многими известными художниками конца XX-начала XXI века. Их совместные произведения публиковали в разные годы издательства: «Астрель-СПб», «Азбука», «Детское время», «Золотой лев», «Издательский дом Мещерякова», «КомпасГид», «Лабиринт», «Малыш», «Оникс», «Самокат», «Эгмонт», «Эксмо» и другие.

## Музыкальная деятельность
Вместе с композитором Евгенией Зарицкой выступил создателем и постоянным автором либретто Санкт-Петербургского детского ансамбля «Саманта» (создан в 1986 году в г. Ленинграде) и является автором большинства песен ансамбля. Автор (композитор) гимна литературного фестиваля «Книжная яблоня» (Всероссийский культурно-просветительский проект «Живые лица»).

## Концертная деятельность
Со своей сольной программой «Педаль от огурца» выступил во многих городах и странах, в том числе Европейских.

## Фильмография

### Сценарные работы
- 2000 — «Макароны по-скотски» (сериал) из цикла «Улицы разбитых фонарей», совместно с Кириллом Капицем
- 2003 — «Наследница» (сериал) из цикла «Улицы разбитых фонарей 5», совместно с Кириллом Капицем
- 2004 — «Мужская логика» (сериал) из цикла «Мангуст 2», совместно с Александром Пайгаликом
- 2005 — «Золотая медуза» (фильм), совместно Станислава Мареева и Николем Сусловым
- 2005 — «Сценарист» (сериал) из цикла «Лабиринты разума»
- 2005 — «Водные процедуры» (мультфильм) из цикла «Смешарики»
- 2005 — «Копиист» (сериал) из цикла «Лабиринты разума», совместно с Ольгой Донец
- 2006 — «Эйнштейн» (сериал) из цикла «Лабиринты разума»
- 2013 — «Фотоаппарат» (мультфильм) из цикла «Фиксики», совместно с Георгием Васильевым
- 2017 — «Рюкзак» (мультфильм) из цикла «Фиксики», совместно с Алексем Ганковым
- 2020 — «Бодо Бородо»

## Награды и премии
- 2014 г. — Премия имени К. И. Чуковского в номинации «За развитие новаторских традиций Корнея Чуковского в современной отечественной детской литературе»[7].
- 2024 г. — Премия правительства Москвы имени К. И. Чуковского в номинации «Лучший поэтический сборник для детей в возрасте от 8 до 12 лет» за книгу «Ума не занимать»[8].